# Caponina cajabamba
Caponina cajabamba là một loài nhện trong họ Caponiidae.
Loài này thuộc chi Caponina. Caponina cajabamba được Norman I. Platnick miêu tả năm 1994.